# Slutspelet i Uefa Champions League 2008/2009
Slutspelet i Uefa Champions League 2008/2009 började den 24 februari 2009.
Finalen spelades den 27 maj 2009 på Olympiastadion, Rom i Italien. Slutspelet innehöll de två bäst placerade klubbarna i varje grupp i gruppspelet i Uefa Champions League 2008/2009, vilket gav totalt 16 klubbar. Slutspelet började med åttondelsfinaler.
Vinnare blev Barcelona som tog sin tredje titel efter en 2-0-seger mot Manchester U.

## Åttondelsfinaler
| Åttondelsfinaler – 16 deltagande klubblag | Åttondelsfinaler – 16 deltagande klubblag | Åttondelsfinaler – 16 deltagande klubblag | Åttondelsfinaler – 16 deltagande klubblag | Åttondelsfinaler – 16 deltagande klubblag |
| ----------------------------------------- | ----------------------------------------- | ----------------------------------------- | ----------------------------------------- | ----------------------------------------- |
| Lag 1                                     | Totalt                                    | Lag 2                                     | Möte 1                                    | Möte 2                                    |
| Chelsea                                   | 3–2                                       | Juventus                                  | 1–0                                       | 2–2                                       |
| Villarreal                                | 3–2                                       | Panathinaikos                             | 1–1                                       | 2–1                                       |
| Sporting Lissabon                         | 01–12                                     | Bayern München                            | 0–5                                       | 1–7                                       |
| Atlético Madrid                           | 00002–2 (BM)                              | Porto                                     | 2–2                                       | 0–0                                       |
| Lyon                                      | 3–6                                       | Barcelona                                 | 1–1                                       | 2–5                                       |
| Real Madrid                               | 0–5                                       | Liverpool                                 | 0–1                                       | 0–4                                       |
| Arsenal                                   | 1–1 (7–6 str.)                            | Roma                                      | 1–0                                       | 0–1 (e.f.)                                |
| Inter                                     | 0–2                                       | Manchester United                         | 0–0                                       | 0–2                                       |

### Chelsea mot Juventus
|             | 25 februari 2009 | Chelsea           | 1 – 0           | Juventus | Stamford Bridge                                               |                                                               |
| 19:45 UTC±0 | 19:45 UTC±0      | Didier Drogba 12′ | (1 – 0) Rapport |          | London Publik: 38 079 Domare: Olegário Benquerença (Portugal) | London Publik: 38 079 Domare: Olegário Benquerença (Portugal) |
| 19:45 UTC±0 | 19:45 UTC±0      |                   |                 |          | London Publik: 38 079 Domare: Olegário Benquerença (Portugal) | London Publik: 38 079 Domare: Olegário Benquerença (Portugal) |
| 19:45 UTC±0 | 19:45 UTC±0      |                   |                 |          | London Publik: 38 079 Domare: Olegário Benquerença (Portugal) | London Publik: 38 079 Domare: Olegário Benquerença (Portugal) |

|             | 10 mars 2009 | Juventus                                              | 2 – 2           | Chelsea                                | Stadio Olimpico di Torino                                       |                                                                 |
| 20:45 UTC+1 | 20:45 UTC+1  | Vincenzo Iaquinta 19′ Alessandro Del Piero 74′ (str.) | (1 – 1) Rapport | 45+1′ Michael Essien 83′ Didier Drogba | Turin Publik: 27 319 Domare: Alberto Undiano Mallenco (Spanien) | Turin Publik: 27 319 Domare: Alberto Undiano Mallenco (Spanien) |
| 20:45 UTC+1 | 20:45 UTC+1  |                                                       |                 |                                        | Turin Publik: 27 319 Domare: Alberto Undiano Mallenco (Spanien) | Turin Publik: 27 319 Domare: Alberto Undiano Mallenco (Spanien) |
| 20:45 UTC+1 | 20:45 UTC+1  |                                                       |                 |                                        | Turin Publik: 27 319 Domare: Alberto Undiano Mallenco (Spanien) | Turin Publik: 27 319 Domare: Alberto Undiano Mallenco (Spanien) |

Chelsea avancerade till kvartsfinal med det ackumulerade slutresultatet 3–2.

### Villarreal mot Panathinaikos
|             | 25 februari 2009 | Villarreal                | 1 – 1           | Panathinaikos          | El Madrigal                                                 |                                                             |
| 20:45 UTC+1 | 20:45 UTC+1      | Giuseppe Rossi 67′ (str.) | (0 – 0) Rapport | 59′ Giorgos Karagounis | Villarreal Publik: 22 000 Domare: Konrad Plautz (Österrike) | Villarreal Publik: 22 000 Domare: Konrad Plautz (Österrike) |
| 20:45 UTC+1 | 20:45 UTC+1      |                           |                 |                        | Villarreal Publik: 22 000 Domare: Konrad Plautz (Österrike) | Villarreal Publik: 22 000 Domare: Konrad Plautz (Österrike) |
| 20:45 UTC+1 | 20:45 UTC+1      |                           |                 |                        | Villarreal Publik: 22 000 Domare: Konrad Plautz (Österrike) | Villarreal Publik: 22 000 Domare: Konrad Plautz (Österrike) |

|             | 10 mars 2009 | Panathinaikos          | 1 – 2           | Villarreal                            | Olympiastadion                                        |                                                       |
| 21:45 UTC+2 | 21:45 UTC+2  | Evangelos Mantzios 55′ | (0 – 0) Rapport | 49′ Ariel Ibagaza 70′ Joseba Llorente | Aten Publik: 63 150 Domare: Massimo Busacca (Schweiz) | Aten Publik: 63 150 Domare: Massimo Busacca (Schweiz) |
| 21:45 UTC+2 | 21:45 UTC+2  |                        |                 |                                       | Aten Publik: 63 150 Domare: Massimo Busacca (Schweiz) | Aten Publik: 63 150 Domare: Massimo Busacca (Schweiz) |
| 21:45 UTC+2 | 21:45 UTC+2  |                        |                 |                                       | Aten Publik: 63 150 Domare: Massimo Busacca (Schweiz) | Aten Publik: 63 150 Domare: Massimo Busacca (Schweiz) |

Villarreal avancerade till kvartsfinal med det ackumulerade slutresultatet 3–2.

### Sporting Lissabon mot Bayern München
|             | 25 februari 2008 | Sporting Lissabon | 0 – 5           | Bayern München                                                        | Estádio José Alvalade                                      |                                                            |
| 19:45 UTC±0 | 19:45 UTC±0      |                   | (0 – 1) Rapport | 42′, 63′ (str.) Franck Ribéry 57′ Miroslav Klose 84′, 90+1′ Luca Toni | Lissabon Publik: 35 163 Domare: Bertrand Layec (Frankrike) | Lissabon Publik: 35 163 Domare: Bertrand Layec (Frankrike) |
| 19:45 UTC±0 | 19:45 UTC±0      |                   |                 |                                                                       | Lissabon Publik: 35 163 Domare: Bertrand Layec (Frankrike) | Lissabon Publik: 35 163 Domare: Bertrand Layec (Frankrike) |
| 19:45 UTC±0 | 19:45 UTC±0      |                   |                 |                                                                       | Lissabon Publik: 35 163 Domare: Bertrand Layec (Frankrike) | Lissabon Publik: 35 163 Domare: Bertrand Layec (Frankrike) |

|             | 10 mars 2009 | Bayern München | 7 – 1           | Sporting Lissabon | Allianz Arena                                           |                                                         |
| 20:45 UTC+1 | 20:45 UTC+1  | Lukas Podolski 7′, 34′ Ânderson Polga 39′ (sjm.) Bastian Schweinsteiger 43′ Mark van Bommel 74′ Miroslav Klose 82′ (str.) Thomas Müller 90′ | (4 – 1) Rapport | 42′ João Moutinho | München Publik: 65 000 Domare: Martin Hansson (Sverige) | München Publik: 65 000 Domare: Martin Hansson (Sverige) |
| 20:45 UTC+1 | 20:45 UTC+1  | |                 |                   | München Publik: 65 000 Domare: Martin Hansson (Sverige) | München Publik: 65 000 Domare: Martin Hansson (Sverige) |
| 20:45 UTC+1 | 20:45 UTC+1  | |                 |                   | München Publik: 65 000 Domare: Martin Hansson (Sverige) | München Publik: 65 000 Domare: Martin Hansson (Sverige) |

Bayern München avancerade till kvartsfinal med det ackumulerade slutresultatet 12–1.

### Atlético Madrid mot Porto
|             | 24 februari 2009 | Atlético Madrid                      | 2 – 2           | Porto                   | Estadio Vicente Calderón                            |                                                     |
| 20:45 UTC+1 | 20:45 UTC+1      | Maxi Rodríguez 3′ Diego Forlán 45+2′ | (2 – 1) Rapport | 22′, 72′ Lisandro López | Madrid Publik: 47 000 Domare: Howard Webb (England) | Madrid Publik: 47 000 Domare: Howard Webb (England) |
| 20:45 UTC+1 | 20:45 UTC+1      |                                      |                 |                         | Madrid Publik: 47 000 Domare: Howard Webb (England) | Madrid Publik: 47 000 Domare: Howard Webb (England) |
| 20:45 UTC+1 | 20:45 UTC+1      |                                      |                 |                         | Madrid Publik: 47 000 Domare: Howard Webb (England) | Madrid Publik: 47 000 Domare: Howard Webb (England) |

|             | 11 mars 2009 | Porto | 0 – 0           | Atlético Madrid | Estádio do Dragão                                        |                                                          |
| 19:45 UTC±0 | 19:45 UTC±0  |       | (0 – 0) Rapport |                 | Porto Publik: 46 509 Domare: Pieter Vink (Nederländerna) | Porto Publik: 46 509 Domare: Pieter Vink (Nederländerna) |
| 19:45 UTC±0 | 19:45 UTC±0  |       |                 |                 | Porto Publik: 46 509 Domare: Pieter Vink (Nederländerna) | Porto Publik: 46 509 Domare: Pieter Vink (Nederländerna) |
| 19:45 UTC±0 | 19:45 UTC±0  |       |                 |                 | Porto Publik: 46 509 Domare: Pieter Vink (Nederländerna) | Porto Publik: 46 509 Domare: Pieter Vink (Nederländerna) |

Porto avancerade till kvartsfinal via bortamålsregeln.

### Lyon mot Barcelona
|             | 24 februari 2009 | Lyon                    | 1 – 1           | Barcelona         | Stade de Gerland                                      |                                                       |
| 20:45 UTC+1 | 20:45 UTC+1      | Juninho Pernambucano 7′ | (1 – 0) Rapport | 67′ Thierry Henry | Lyon Publik: 39 258 Domare: Wolfgang Stark (Tyskland) | Lyon Publik: 39 258 Domare: Wolfgang Stark (Tyskland) |
| 20:45 UTC+1 | 20:45 UTC+1      |                         |                 |                   | Lyon Publik: 39 258 Domare: Wolfgang Stark (Tyskland) | Lyon Publik: 39 258 Domare: Wolfgang Stark (Tyskland) |
| 20:45 UTC+1 | 20:45 UTC+1      |                         |                 |                   | Lyon Publik: 39 258 Domare: Wolfgang Stark (Tyskland) | Lyon Publik: 39 258 Domare: Wolfgang Stark (Tyskland) |

|             | 11 mars 2009 | Barcelona                                                                   | 5 – 2           | Lyon                                     | Camp Nou                                                    |                                                             |
| 20:45 UTC+1 | 20:45 UTC+1  | Thierry Henry 25′, 27′ Lionel Messi 40′ Samuel Eto'o 40′ Seydou Keita 90+5′ | (4 – 1) Rapport | 44′ Jean Makoun 48′ Juninho Pernambucano | Barcelona Publik: 86 368 Domare: Tom Henning Øvrebø (Norge) | Barcelona Publik: 86 368 Domare: Tom Henning Øvrebø (Norge) |
| 20:45 UTC+1 | 20:45 UTC+1  |                                                                             |                 |                                          | Barcelona Publik: 86 368 Domare: Tom Henning Øvrebø (Norge) | Barcelona Publik: 86 368 Domare: Tom Henning Øvrebø (Norge) |
| 20:45 UTC+1 | 20:45 UTC+1  |                                                                             |                 |                                          | Barcelona Publik: 86 368 Domare: Tom Henning Øvrebø (Norge) | Barcelona Publik: 86 368 Domare: Tom Henning Øvrebø (Norge) |

Barcelona avancerade till kvartsfinal med det ackumulerade slutresultatet 6–3.

### Real Madrid mot Liverpool
|             | 25 februari 2009 | Real Madrid | 0 – 1           | Liverpool          | Santiago Bernabéu                                       |                                                         |
| 20:45 UTC+1 | 20:45 UTC+1      |             | (0 – 0) Rapport | 82′ Yossi Benayoun | Madrid Publik: 80 354 Domare: Roberto Rosetti (Italien) | Madrid Publik: 80 354 Domare: Roberto Rosetti (Italien) |
| 20:45 UTC+1 | 20:45 UTC+1      |             |                 |                    | Madrid Publik: 80 354 Domare: Roberto Rosetti (Italien) | Madrid Publik: 80 354 Domare: Roberto Rosetti (Italien) |
| 20:45 UTC+1 | 20:45 UTC+1      |             |                 |                    | Madrid Publik: 80 354 Domare: Roberto Rosetti (Italien) | Madrid Publik: 80 354 Domare: Roberto Rosetti (Italien) |

|             | 10 mars 2009 | Liverpool                                                             | 4 – 0           | Real Madrid | Anfield                                                       |                                                               |
| 19:45 UTC±0 | 19:45 UTC±0  | Fernando Torres 16′ Steven Gerrard 28′ (str.), 47′ Andrea Dossena 88′ | (2 – 0) Rapport |             | Liverpool Publik: 42 550 Domare: Frank De Bleeckere (Belgien) | Liverpool Publik: 42 550 Domare: Frank De Bleeckere (Belgien) |
| 19:45 UTC±0 | 19:45 UTC±0  |                                                                       |                 |             | Liverpool Publik: 42 550 Domare: Frank De Bleeckere (Belgien) | Liverpool Publik: 42 550 Domare: Frank De Bleeckere (Belgien) |
| 19:45 UTC±0 | 19:45 UTC±0  |                                                                       |                 |             | Liverpool Publik: 42 550 Domare: Frank De Bleeckere (Belgien) | Liverpool Publik: 42 550 Domare: Frank De Bleeckere (Belgien) |

Liverpool avancerade till kvartsfinal med det ackumulerade slutresultatet 5–0.

### Arsenal mot Roma
|             | 24 februari 2009 | Arsenal                     | 1 – 0           | Roma | Emirates Stadium                                        |                                                         |
| 19:45 UTC±0 | 19:45 UTC±0      | Robin van Persie 37′ (str.) | (1 – 0) Rapport |      | London Publik: 60 003 Domare: Claus Bo Larsen (Danmark) | London Publik: 60 003 Domare: Claus Bo Larsen (Danmark) |
| 19:45 UTC±0 | 19:45 UTC±0      |                             |                 |      | London Publik: 60 003 Domare: Claus Bo Larsen (Danmark) | London Publik: 60 003 Domare: Claus Bo Larsen (Danmark) |
| 19:45 UTC±0 | 19:45 UTC±0      |                             |                 |      | London Publik: 60 003 Domare: Claus Bo Larsen (Danmark) | London Publik: 60 003 Domare: Claus Bo Larsen (Danmark) |

|             | 11 mars 2009 | Roma | 0000 1 – 0 (e.fl.)   | Arsenal | Stadio Olimpico                                             |                                                             |
| 20:45 UTC+1 | 20:45 UTC+1  | Juan Silveira dos Santos 9′                                                                                               | (1 – 0) Rapport      | | Rom Publik: 62 383 Domare: Manuel Mejuto González (Spanien) | Rom Publik: 62 383 Domare: Manuel Mejuto González (Spanien) |
| 20:45 UTC+1 | 20:45 UTC+1  | |                      | | Rom Publik: 62 383 Domare: Manuel Mejuto González (Spanien) | Rom Publik: 62 383 Domare: Manuel Mejuto González (Spanien) |
| 20:45 UTC+1 | 20:45 UTC+1  | David Pizarro Mirko Vučinić Júlio Baptista Vincenzo Montella Francesco Totti Alberto Aquilani John Arne Riise Max Tonetto | Straffsparksläggning | Eduardo da Silva Robin van Persie Theo Walcott Samir Nasri Denílson Pereira Neves Kolo Touré Bacary Sagna Abou Diaby | Rom Publik: 62 383 Domare: Manuel Mejuto González (Spanien) | Rom Publik: 62 383 Domare: Manuel Mejuto González (Spanien) |

Arsenal avancerade till kvartsfinal efter straffsparksläggning.

### Inter mot Manchester United
|             | 24 februari 2009 | Inter | 0 – 0           | Manchester United | San Siro                                                      |                                                               |
| 20:45 UTC+1 | 20:45 UTC+1      |       | (0 – 0) Rapport |                   | Milano Publik: 80 018 Domare: Luis Medina Cantalejo (Spanien) | Milano Publik: 80 018 Domare: Luis Medina Cantalejo (Spanien) |
| 20:45 UTC+1 | 20:45 UTC+1      |       |                 |                   | Milano Publik: 80 018 Domare: Luis Medina Cantalejo (Spanien) | Milano Publik: 80 018 Domare: Luis Medina Cantalejo (Spanien) |
| 20:45 UTC+1 | 20:45 UTC+1      |       |                 |                   | Milano Publik: 80 018 Domare: Luis Medina Cantalejo (Spanien) | Milano Publik: 80 018 Domare: Luis Medina Cantalejo (Spanien) |

|             | 11 mars 2009 | Manchester United                      | 2 – 0           | Inter | Old TRafford                                                |                                                             |
| 19:45 UTC±0 | 19:45 UTC±0  | Nemanja Vidić 4′ Cristiano Ronaldo 49′ | (1 – 0) Rapport |       | Manchester Publik: 74 769 Domare: Wolfgang Stark (Tyskland) | Manchester Publik: 74 769 Domare: Wolfgang Stark (Tyskland) |
| 19:45 UTC±0 | 19:45 UTC±0  |                                        |                 |       | Manchester Publik: 74 769 Domare: Wolfgang Stark (Tyskland) | Manchester Publik: 74 769 Domare: Wolfgang Stark (Tyskland) |
| 19:45 UTC±0 | 19:45 UTC±0  |                                        |                 |       | Manchester Publik: 74 769 Domare: Wolfgang Stark (Tyskland) | Manchester Publik: 74 769 Domare: Wolfgang Stark (Tyskland) |

Manchester United avancerade till kvartsfinal med det ackumulerade slutresultatet 2–0.

## Kvartsfinaler
Matcherna spelas tisdagen den 7 och onsdagen den 8 april och returmatcherna tisdagen den 14 och onsdagen den 15 april 2009. På grund av 20-årsdagen av Hillsborougholyckan vill Liverpool inte spela sin returmatch den 15 april och får därför spela den en dag tidigare, den 14 april 2009.
| Lag 1        | Totalt | Lag 2          | Möte 1 | Möte 2 |
| Barcelona    | 5-1    | Bayern München | 4-0    | 1-1    |
| Liverpool    | 5-7    | Chelsea        | 1-3    | 4-4    |
| Manchester U | 3-2    | Porto          | 2-2    | 1-0    |
| Villarreal   | 1-4    | Arsenal        | 1-1    | 0-3    |

### Först matchen
| Tisdag 7 april 2009 20:45 CET | Manchester U         | 2 – 2 rapport | Porto                    | Old Trafford, Manchester Publik: 74.517 Domare: Konrad Plautz, AUT |
| Tisdag 7 april 2009 20:45 CET | Rooney 15′ Tévez 85′ |               | 4′ Rodríguez 89′ Mariano | Old Trafford, Manchester Publik: 74.517 Domare: Konrad Plautz, AUT |

| Tisdag 7 april 2009 20:45 CET | Villarreal | 1 – 1 rapport | Arsenal      | El Madrigal, Villarreal Publik: 21.577 Domare: Tom Henning Øvrebø, NOR |
| Tisdag 7 april 2009 20:45 CET | Senna 10′  |               | 66′ Adebayor | El Madrigal, Villarreal Publik: 21.577 Domare: Tom Henning Øvrebø, NOR |

| Onsdag 8 april 2009 20:45 CET | Barcelona                              | 4 – 0 rapport | Bayern München | Camp Nou, Barcelona Publik: 93.219 Domare: Howard Webb, ENG |
| Onsdag 8 april 2009 20:45 CET | Messi 9′ Eto'o 12′ Messi 38′ Henry 43′ |               |                | Camp Nou, Barcelona Publik: 93.219 Domare: Howard Webb, ENG |

| Onsdag 8 april 2009 20:45 CET | Liverpool | 1 – 3 rapport | Chelsea                              | Anfield Road, Liverpool Publik: 42.543 Domare: Claus Bo Larsen, DEN |
| Onsdag 8 april 2009 20:45 CET | Torres 6′ |               | 39′ Ivanović 62′ Ivanović 67′ Drogba | Anfield Road, Liverpool Publik: 42.543 Domare: Claus Bo Larsen, DEN |

### Andra matchen
| Tisdag 14 april 2009 20:45 CET | Bayern München | 1 – 1 rapport | Barcelona | Allianz Arena, München Publik: 66.000 Domare: Roberto Rosetti, ITA |
| Tisdag 14 april 2009 20:45 CET | Ribéry 47′     |               | 73′ Keita | Allianz Arena, München Publik: 66.000 Domare: Roberto Rosetti, ITA |

Barcelona vidare med 5-1.
| Tisdag 14 april 2009 20:45 CET | Chelsea                                     | 4 – 4 rapport | Liverpool                                      | Stamford Bridge, London Publik: 38.286 Domare: Luis Medina Cantalejo, ESP |
| Tisdag 14 april 2009 20:45 CET | Drogba 51′ Alex 57′ Lampard 76′ Lampard 89′ |               | 19′ Aurélio 28, str′ Alonso 81′ Lucas 83′ Kuyt | Stamford Bridge, London Publik: 38.286 Domare: Luis Medina Cantalejo, ESP |

Chelsea vidare med 7-5.
| Onsdag 15 april 2009 20:45 CET | Arsenal                                      | 3 – 0 rapport | Villarreal | Emirates Stadium, London Publik: 59.233 Domare: Wolfgang Stark, GER |
| Onsdag 15 april 2009 20:45 CET | Walcott 10′ Adebayor 60′ van Persie 69, str′ |               |            | Emirates Stadium, London Publik: 59.233 Domare: Wolfgang Stark, GER |

Arsenal vidare med 4-1.
| Onsdag 15 april 2009 20:45 CET | Porto | 0 – 1 rapport | Manchester U | Estádio do Dragão, Porto Publik: 50.010 Domare: Massimo Busacca, SUI |
| Onsdag 15 april 2009 20:45 CET |       | 6′ Ronaldo    |              | Estádio do Dragão, Porto Publik: 50.010 Domare: Massimo Busacca, SUI |

Manchester vidare med 3-2.

## Semifinaler
Matcherna spelas tisdagen den 28 och onsdagen den 29 april med returer tisdagen den 5 och onsdagen den 6 maj 2009.
| Lag 1        | Totalt  | Lag 2   | Möte 1 | Möte 2 |
| Barcelona    | (b) 1-1 | Chelsea | 0-0    | 1-1    |
| Manchester U | 4-1     | Arsenal | 1-0    | 3-1    |

### Först matchen
| Tisdag 28 april 2009 20:45 CET | Barcelona | 0 – 0 rapport | Chelsea | Camp Nou, Barcelona Publik: 95.231 Domare: Wolfgang Stark, GER |
| Tisdag 28 april 2009 20:45 CET |           |               |         | Camp Nou, Barcelona Publik: 95.231 Domare: Wolfgang Stark, GER |

| Onsdag 29 april 2009 20:45 CET | Manchester U | 1 – 0 rapport | Arsenal | Old Trafford, Manchester Publik: 74.733 Domare: Claus Bo Larsen, DEN |
| Onsdag 29 april 2009 20:45 CET | O'Shea 17′   |               |         | Old Trafford, Manchester Publik: 74.733 Domare: Claus Bo Larsen, DEN |

### Andra matchen
| Tisdag 5 maj 2009 20:45 CET | Arsenal             | 1 – 3 rapport | Manchester U                    | Emirates Stadium, London Publik: 59.867 Domare: Roberto Rosetti, ITA |
| Tisdag 5 maj 2009 20:45 CET | van Persie 76, str′ |               | 8′ Park 11′ Ronaldo 61′ Ronaldo | Emirates Stadium, London Publik: 59.867 Domare: Roberto Rosetti, ITA |

Manchester U vidare med 4-1.
| Onsdag 6 maj 2009 20:45 CET | Chelsea   | 1 – 1 rapport | Barcelona   | Stamford Bridge, London Publik: 37.857 Domare: Tom Henning Øvrebø, NOR |
| Onsdag 6 maj 2009 20:45 CET | Essien 9′ |               | 93′ Iniesta | Stamford Bridge, London Publik: 37.857 Domare: Tom Henning Øvrebø, NOR |

Barcelona vidare med 1-1 efter fler bortamål..

## Final
| Onsdag 27 maj 2009 20:45 CET | Barcelona           | 2 – 0 Rapport | Manchester U | Olympiastadion, Rom Publik: 62.467 Domare: Massimo Busacca, SUI |
| Onsdag 27 maj 2009 20:45 CET | Eto'o 10′ Messi 70′ |               |              | Olympiastadion, Rom Publik: 62.467 Domare: Massimo Busacca, SUI |

| UEFA Champions League 2008/2009, vinnare |
| ---------------------------------------- |
| FC Barcelona Tredje titeln               |